# غلاف جذوري

تمثيل لنطاق الغلاف الجذوري؛ حيث تمثل A: بكتريا أميبية مستهلكة للغذاء؛ BL و BU: أنواع مختلفة من البكتريا بحسب تعاطيها مع الطاقة؛ RC: كربون مشتق جذورياً؛ SR: خلايا شعيرات جذورية ناتئة؛ F: خيط فطري؛ N: ديدان أسطوانية.

الغلاف الجذوري  (أو نطاق الجذور  أو ريزوسفير بترجمة حرفية) هو المنطقة من التربة التي هي على تماس مباشر مع جذور النباتات، التي تشهد حدوث تأثيرات متبادلة بين النبات ومجموع الأحياء الدقيقة الموجودة في ذلك النطاق (ميكروبيوم). يحوي الغلاف الجذوري على العديد من أنواع البكتريا والأحياء الدقيقة الأخرى، والتي تتغذى على خلايا النبات المنبوذة والمطروحة، فيما يعرف باسم «الخلع الجذوري» ؛ كما تتغذى على البروتينات والسكريات المفرزة من الجذور. يقود هذا التكافل إلى تآثرات أكثر تعقيداً، مما يؤثر على نمو النبات وعلى التنافس على الموارد المتوفرة. تعد هذه المنطقة ذات أهمية كبيرة للنبات إذ تحدث فيها امتصاص المغذيات ومقاومة الأمراض والتآثر المتبادل مع كائنات التربة الحية؛ كما يحدث فيها إفراز للكيماويات التي تعيق نمو النباتات المنافسة المجاورة.

## هوامش
1. ↑  rhizodeposition